# Lily Mabura
Lily G. N. Mabura (n. 1975) es una escritora keniana conocida por su cuento «How Shall We Kill the Bishop» («Cómo deberíamos matar al obispo»), que fue preseleccionado para el Premio Caine en 2010.

## Carrera y formación
Mabura obtuvo un doctorado en Inglés en la Universidad de Misuri, una Maestría en Bellas Artes en la Universidad de Idaho y una Licenciatura en Ciencias en la Universidad de Nairobi. Su tesis de 2004 se tituló On the Slopes of Mt. Kenya. Es autora y académica, y ha enseñado en la Universidad de Misuri y en la Universidad Americana de Sharjah.

## Honores y premios
Mabura ha recibido varios premios, entre ellos:
- Premio Jomo Kenyatta de Literatura, ganadora en la categoría Infantil en 2001 por su libro Ali, the Little Sultan.[5]

- Premio Literario de la Semana Nacional del Libro de Kenia por The Pretoria Conspiracy en 2001[5]

- Fondo Ellen Meloy para Escritores del Desierto en 2007[6]

- Beca Frederick Douglass del Instituto Frederick Douglass de la Universidad de Rochester en 2008-2009[7]

## Obras literarias
- Mabura, Lily (2000). The Pretoria Conspiracy. Focus Books. ISBN 9789966882462.
- Mabura, Lily; Wamiru, Celestine M (2002). Seth the Silly Gorilla. Nairobi: Phoenix Publishers. ISBN 978-9966470362. OCLC 55732624.
- Mabura, Lily (2005). Saleh Kanta and the Cavaliers. Phoenix Publishers. ISBN 9789966470195.
- Mabura, Lily (2012). How Shall We Kill the Bishop and Other Stories. Pearson Education/Heinemann. ISBN 9780435075415.
- Mabura, Lily; Mugubi, John (2017). The Warm Heart of Africa and Other Stories. Longhorn Publishers (Kenya) Limited. ISBN 9789966315748.
- Mabura, Lily (2018). Remembrance. Longhorn Publishers (Kenya) Limited. ISBN 9789966315717.
- Mabura, Lily (2018). «Una curruca en el cañaveral», en Antología de escritores africanos contemporáneos. Buenos Aires: Editorial Empatía. ISBN 9789874267856